# Gens Julia
Gens Julia, gens Iulia, Iulii, eller Julianska ätten, var en framstående tidig romersk patricersläkt, som kom från Alba Longa. Dess namn fick släkten från en påstådd anfader, Iulus, som enligt legenden var son till Aeneas och grundare av Alba Longas första kungadöme. Genom Aeneas hävdade sålunda julianerna sig vara ättlingar till gudinnan Venus, varmed de sade sig vara av gudomligt ursprung. I synnerhet Julius Caesar betonade denna kunglig-gudomliga härstamning.
När Julius Caesar adopterade sin släkting Octavianus (senare känd som Augustus), bildades den julisk-claudiska ätten; gens Julia hade då egentligen slocknat på svärdssidan.

## Den julianska ätten
Gens Julia var knappast en förmögen släkt, men tillhörde de äldsta och mest ansedda släkterna i Rom, med några av dess medlemmar på de högsta politiska posterna. Under Romerska republikens första tid under femte århundradet f.Kr. återfinns många medlemmar i konsulrullan (vars autenticitet dock är omtvistad). År 451 f.Kr. var en Gaius Iulius Iullus medlem av decemviri, som grundade staten. Under de följande århundradena återfinns två julianska konsuler (267 och 157 f.Kr.). Julius Caesars far blev 92 f.Kr. praetor. Släktingar på andra släktgrenar var konsuler och censorer.
Dess största politiska betydelse fick gens Julia under dess mest framstående medlem, Gaius Julius Caesar.
Med Caesars död slocknade svärdslinjen av gens Julia, liksom många andra romerska adelsfamiljer under första århundradet f.Kr. Orsaken till detta är trots omfattande spekulationer och utredningar okänd.

## Ättelängd
- Gaius Julius Iullus, konsul 489 f.Kr. och igen 482 f.Kr.
- Vopiscus Julius Iullus, konsul 473 f.Kr.
- Gaius Julius Iullus, decemvir 451 f.Kr., konsul 447 f.Kr., 435 f.Kr., 434 f.Kr.
- Lucius (eller Gaius) Julius Iullus, militärtribun 438 f.Kr.
- Gaius (eller Gnaeus) Julius Mento, konsul 431 f.Kr.
- Lucius Julius Iullus, konsul 430 f.Kr.
- Sextus Julius Iullus, konsul eller militärtribun 424 f.Kr.
- Gaius Julius Iullus, militärtribun 408 f.Kr., 405 f.Kr., censor 393 f.Kr.
- Lucius Julius Iullus, militärtribun 403 f.Kr., 401 f.Kr., tribun 397 f.Kr., 388 f.Kr., 379 f.Kr.

- Lucius Julius Libo, konsul 267 f.Kr. 
  - Lucius Julius Libo 
    - Numerius Julius Caesar
      - Lucius Julius Caesar
        - Sextus Julius Caesar
          - (Gaius) Julius Caesar
            - Gaius Julius Caesar
              - Sextus Julius Caesar, konsul 91 f.Kr.
                - Sextus Julius Caesar, quaestor 48 f.Kr.

              - Gaius Julius Caesar, praetor 92 f.Kr.
                - Gaius Julius Caesar, konsul 59 f.Kr., diktator 49 f.Kr. etc.

          - Sextus Julius Caesar, konsul 157 f.Kr.
            - Sextus Julius Caesar, adopterad av Quintus Lutatius Catulus, varefter han kallades Quintus Lutatius Catulus den yngre, konsul 102 f.Kr.
              - Quintus Lutatius Catulus, konsul 78 f.Kr.

            - Lucius Julius Caesar
              - Lucius Julius Caesar, konsul 90 f.Kr.
                - Lucius Julius Caesar, konsul 64 f.Kr.
                  - Lucius Julius Caesar

              - Gaius Julius Caesar Strabo Vopiscus

- Gaius Julius Caesar Octavianus (Augustus), konsul 43 f.Kr. etc., adopterad av Julius Caesar, ättling via mödernet till gens Julia
- Germanicus Julius Caesar, konsul 12, 18
- Drusus Julius Caesar, konsul 15, 21
- Marcus Julius Vestinus Atticus, konsul 65
- Lucius Julius Rufus, konsul 67
- Gnaeus Julius Agricola, konsul 77
- Sextus Julius Frontinus, konsul 100
- Lucius Julius Ursus Servianus, konsul 102, 134
- Tiberius Julius Candidus Marius Celsus, konsul 105
- Gaius Antius A. Julius Quadratus, konsul 105
- Gaius Julius Severus, konsul 155
- D. Julius Silanus, konsul 189
- Gaius Julius Erucius Clarus Vibianus, konsul 193
- Publius Julius Scapula Tertullus Priscus, konsul 195
- Gaius Julius Asper, konsul 212
- Gaius Julius Camilius Asper, konsul 212
- Iulius Martialis, Caracallas mördare
- Imp. Caesar C. Julius Verus Maximinus Augustus, konsul 236
- Imp. Caesar M. Julius Philippus Augustus; konsul 245, 247, 248
- M. Julius Severus Philippus Caesar, konsul 247, 248
- Julius Placidianus, konsul 273
- Julius Asclepiodotus, konsul 292
- Flavius Julius Crispus Caesar, konsul 318, 321, 324
- Flavius Julius Constantius Caesar, konsul 326, 339, 342, 346, 352, 353, 354, 356, 357, 360
- Flavius Julius Dalmatius, konsul 333
- Flavius Julius Constantius, konsul 335
- Flavius Julius Constans Augustus, konsul 339, 342, 346
- Flavius Julius Sallustius, konsul 344